# Арчединська
Арчединська (рос. Арчединская) — станиця у Михайлівському районі Волгоградської області Російської Федерації.
Населення становить 1344 особи. Входить до складу муніципального утворення Арчединська сільська рада Михайлівського міського округу.

## Історія
Станиця розташована у межах українського історичного та культурного регіону Жовтий Клин.
Згідно із законом від 28 червня 2012 року № 65-ОД органом місцевого самоврядування є відділ сільської території Арчединська сільська рада Михайлівського міського округу.

## Населення
| 2010 |
| ---- |
| 1344 |